# Скуби-Ду и Чудовището от Мексико
„Скуби-Ду и Чудовището от Мексико“ (на английски: Scooby-Doo! and the Monster of Mexico) е анимационен филм от 2003 година, петият от поредицата от директните към видео филми, базирани въз основа на съботните сутрешни анимации „Скуби-Ду“. Пуснат е на 30 септември 2003 г. и е продуциран от Warner Bros. Animation.
Това е вторият и последен филм (след „Скуби-Ду и Легендата за вампира“), за да съберат за кратко оцеляващия или наличния озвучаващ състав от оригиналния сериал от 1969 година, с участието на Франк Уелкър, който озвучи Скуби-Ду, замествайки Дон Месик. Филмът също отбелязва последния път, в който Никол Джафи и Хедър Норт съответно озвучиха Велма и Дафни, преди смъртта на Норт през 2017 г.

## Актьорски състав
- Франк Уелкър – Скуби-Ду, Фред Джоунс и Ел Чупакабра
- Кейси Кейсъм – Шаги Роджърс
- Хедър Норт – Дафни Блейк
- Никол Джафи – Велма Динкли
- Еди Сантяго – Алехо Отеро
- Джеси Борего – Луиз Отеро
- Кенди Майло – Шарлийн/Пътеводител на музея
- Рита Морено – Доня Долорес
- Мария Каналс – София Отеро/Старица
- Брандън Гонзалес – Хорхе Отеро
- Рип Тейлър – Господин Смайли/Духът на сеньор Отеро
- Кастуло Гуера – Сеньор Фуенте
- Бенито Мартинез – Ел Курандеро

## В България
В България филмът е излъчен за първи път по Diema Family през 2009 г., преведен като „Скуби-Ду и Мексиканското чудовище“. През 2012 г. е повтарян няколко пъти по Cartoon Network.